# Harold Budd
 (janvier 2020).
Si vous disposez d'ouvrages ou d'articles de référence ou si vous connaissez des sites web de qualité traitant du thème abordé ici, merci de compléter l'article en donnant les références utiles à sa vérifiabilité et en les liant à la section « Notes et références ».
Pour les articles homonymes, voir Budd.
Harold Budd est un compositeur de musique contemporaine et ambient né le 24 mai 1936 à Los Angeles (Californie, États-Unis) et mort le 8 décembre 2020, à Arcadia (Californie).

## Biographie
Figure emblématique de la scène ambient, ce pianiste californien a su imposer, durant une trentaine d'années[réf. souhaitée], et au fil d'une production qui entremêle travaux solo et collaborations diverses, une musique minimaliste et stylisée, caractérisée par un traitement particulier des claviers[réf. souhaitée] (piano ou synthétiseur), qui crée une atmosphère sensuelle et délicate[réf. souhaitée].
Diplômé en composition musicale à l'université du Sud de la Californie, en 1966, il enseigne au California Institute of Arts au début des années 1970, devenant parallèlement une figure reconnue et respectée de l'avant-garde californienne.
C'est sa rencontre avec Brian Eno, au milieu des années 1970, qui permettra à Harold Budd de donner à sa musique une audience internationale. Eno produit The Pavillion of Dreams (1978), le premier album officiel de Budd, et, ensemble, ils publient deux albums majeurs de l'ambient music : Ambient 2 / The Plateaux of Mirror (1980) et The Pearl (1984).
La suite de la production d'Harold Budd est à l'image de son esprit libre : il change régulièrement de maison de disques ou de producteur, s'autoproduit parfois, contribue quelquefois modestement à des enregistrements d'amis ou d'illustres collègues. Il arrive aussi qu'il sorte plusieurs albums la même année.
Ses collaborations attestent de l'intérêt que porte Harold Budd à tous les styles de musique et témoignent d'une ouverture qui va du classique (la douceur de ses compositions peut parfois évoquer Erik Satie ou Claude Debussy) au minimalisme et à l'avant-garde[réf. souhaitée] (Zeitgeist, Hector Zazou, Akira Rabelais), en passant par l'ambient (Brian Eno, Eugene Bowen), la techno (Fila Brazillia), la pop (Cocteau Twins, Andy Partridge, John Foxx) ou le néo-classique (Ruben Garcia, Daniel Lentz). Son style s'inspire des peintures de Mark Rothko, des "grandes toiles abstraites, où la couleur est reine et où les contours du “moi” n’existent plus." 

## Discographie
- 1971 : Harold Budd
- 1978 : The Pavilion of Dreams
- 1980 : Ambient 2 / The Plateaux of Mirror (en collaboration avec Brian Eno)
- 1981 : The Serpent (in Quicksilver)
- 1984 : Abandoned Cities
- 1984 : The Pearl (en collaboration avec Brian Eno)
- 1986 : The Moon and the Melodies (en collaboration avec Cocteau Twins)
- 1986 : Lovely Thunder
- 1988 : The White Arcades
- 1989 : Agua (live)
- 1991 : By the Dawn's Early Light
- 1992 : Music for 3 Pianos (en collaboration avec Ruben Garcia et Daniel Lentz)
- 1994 : Through the Hill (en collaboration avec Andy Partridge)
- 1994 : She is a Phantom (en collaboration avec Zeitgeist)
- 1995 : Glyph (en collaboration avec Hector Zazou)
- 1995 : His name is alive: Sound of Mexico, Live in Mexico, collaboration[réf. nécessaire]
- 1996 : Luxa
- 1997 : Walk Into My Voice - American Beat Poetry (en collaboration avec Daniel Lentz et Jessica Karraker)
- 2000 : The Room (album d'Harold Budd)|The Room
- 2002 : Three White Roses and a Budd (mini-album en collaboration avec Fila Brazillia)
- 2004 : Translucence / Drift Music (en collaboration avec John Foxx)
- 2004 : La Bella Vista
- 2004 : Avalon Sutra / As Long As I Can Hold My Breath (en collaboration avec Akira Rabelais)
- 2004 : Bande Originale du film Mysterious Skin (en collaboration avec Robin Guthrie)
- 2005 : Music for "Fragments from the inside"(en collaboration avec Eraldo Bernocchi)
- 2007 : After the night falls (en collaboration avec Robin Guthrie)
- 2007 : Before the day breaks (en collaboration avec Robin Guthrie)
- 2009 : A Song For Lost Blossoms (en collaboration avec Clive Wright)
- 2009 : Candylion (en collaboration avec Clive Wright)
- 2010 : Little Windows (en collaboration avec Clive Wright)
- 2011 : Winter Garden (en collaboration avec Robin Guthrie et Eraldo Bernocchi)
- 2011 : Bordeaux (en collaboration avec Robin Guthrie)
- 2011 : Nighthawks (en collaboration avec John Foxx et Ruben Garcia)
- 2011 : In the Mist
- 2012 : Bandits of Stature
- 2013 : Wind In Lonely Fences 1970-2011 (Compilation)
- 2013 : jane 1 - 11, enregistré à South Pasadena, Californie (juin 2013)
- 2014 : bande originale du film White Bird in a Blizzard :